# 2008年夏季奥林匹克运动会巴拿马代表团
2008年夏季奥林匹克运动会巴拿馬代表团会参加2008年8月8日至24日在中国北京主办的第29届夏季奥运。他們共派出3位運動員參與兩個項目。跳远运动员伊尔温·萨拉迪诺为该国获得了首枚奥运金牌。

## 奖牌榜
| 奖牌 | 运动员          | 项目 | 赛事     |
| ---- | --------------- | ---- | -------- |
| 金牌 | 伊尔温·萨拉迪诺 | 田径 | 男子跳远 |

## 參賽項目

### 田徑
- 巴亚诺·阿里·卡马尼·雷德曼（男子400米欄）
- 伊尔温·萨拉迪诺（男子跳遠）

### 擊劍
- Yesika Jimenez（女子個人花劍）